# Collegio uninominale Emilia-Romagna - 02 (Camera dei deputati 2020)
Il collegio elettorale uninominale Emilia-Romagna - 02 è un collegio elettorale uninominale della Repubblica Italiana per l'elezione della Camera dei deputati.

## Territorio
Come previsto dalla legge n. 51 del 27 maggio 2019, il collegio è stato definito tramite decreto legislativo all'interno della circoscrizione Emilia-Romagna.
È formato dal territorio di 36 comuni della provincia di Parma: Albareto, Bardi, Bedonia, Berceto, Bore, Borgo Val di Taro, Calestano, Collecchio, Colorno, Compiano, Corniglio, Felino, Fontevivo, Fornovo di Taro, Langhirano, Lesignano de' Bagni, Medesano, Monchio delle Corti, Montechiarugolo, Neviano degli Arduini, Noceto, Palanzano, Parma, Sala Baganza, San Secondo Parmense, Sissa Trecasali, Solignano, Sorbolo Mezzani, Terenzo, Tizzano Val Parma, Tornolo, Torrile, Traversetolo, Valmozzola, Varano de' Melegari e Varsi e di 2 comuni della provincia di Reggio Emilia: Boretto e Brescello.
Il collegio è parte del collegio plurinominale Emilia-Romagna - 01.

## Eletti
| Elezione | Elezione | Deputato        | Partito |
| -------- | -------- | --------------- | ------- |
|          | 2022     | Laura Cavandoli | Lega    |

## Dati elettorali

### XIX legislatura
Come previsto dalla legge elettorale, 147 deputati sono eletti con sistema a maggioranza relativa in altrettanti collegi uninominali a turno unico.
| Candidati                                 | Candidati                 | Voti    | %     | Liste                                                | Voti    | %     |
| ----------------------------------------- | ------------------------- | ------- | ----- | ---------------------------------------------------- | ------- | ----- |
|                                           | Laura Cavandoli ✔️ Eletto | 82 831  | 43,03 | Fratelli d'Italia                                    | 52 303  | 27,17 |
| Lega per Salvini Premier                  | Laura Cavandoli ✔️ Eletto | 82 831  | 43,03 | 16 132                                               | 8,38    |       |
| Forza Italia                              | Laura Cavandoli ✔️ Eletto | 82 831  | 43,03 | 13 371                                               | 6,95    |       |
| Noi moderati/Lupi - Toti - Brugnaro - UDC | Laura Cavandoli ✔️ Eletto | 82 831  | 43,03 | 1 025                                                | 0,53    |       |
|                                           | Michele Vanolli           | 60 803  | 31,59 | Partito Democratico-IDP                              | 45 480  | 23,63 |
| Alleanza Verdi e Sinistra                 | Michele Vanolli           | 60 803  | 31,59 | 8 020                                                | 4,17    |       |
| +Europa                                   | Michele Vanolli           | 60 803  | 31,59 | 6 578                                                | 3,42    |       |
| Impegno Civico - Centro Democratico       | Michele Vanolli           | 60 803  | 31,59 | 625                                                  | 0,32    |       |
|                                           | Davide Zanichelli         | 19 415  | 10,09 | Movimento 5 Stelle                                   | 19 415  | 10,09 |
|                                           | Matteo Ferroni            | 17 986  | 9,34  | Azione - Italia Viva - Calenda                       | 17 986  | 9,34  |
|                                           | Sandra Marchignoli        | 3 274   | 1,70  | Italexit                                             | 3 274   | 1,70  |
|                                           | Antonio Varatta           | 2 986   | 1,55  | Unione Popolare                                      | 2 986   | 1,55  |
|                                           | Maria Teresa Galasso      | 2 502   | 1,30  | Italia Sovrana e Popolare                            | 2 502   | 1,30  |
|                                           | Raoul Cipollone           | 1 331   | 0,69  | Vita                                                 | 1 331   | 0,69  |
|                                           | Paolo Venturi             | 1 079   | 0,56  | Partito Animalista Italiano – UCDL – 10 Volte Meglio | 1 079   | 0,56  |
|                                           | Andrea Grossi             | 219     | 0,11  | Noi di Centro – Europeisti                           | 219     | 0,11  |
|                                           | Rajbir Singh              | 168     | 0,09  | Sud chiama Nord                                      | 168     | 0,09  |
| Totale                                    | Totale                    | 192 494 | 100   |                                                      | 192 494 | 100   |
|                                           |                           |         |       |                                                      |         |       |
| Schede bianche                            | Schede bianche            | 2 373   | 1,19  |                                                      |         |       |
| Schede nulle                              | Schede nulle              | 4 361   | 2,19  |                                                      |         |       |
| Votanti                                   | Votanti                   | 199 168 | 70,22 |                                                      |         |       |
| Elettori                                  | Elettori                  | 283 621 |       |                                                      |         |       |